# 恋セヨ乙女
『恋セヨ乙女』（こいセヨおとめ）は、NHK総合テレビ「NHK夜の連続ドラマ（よるドラ）」枠で2002年7月1日から8月1日まで放送されたテレビドラマである。連続20回。岡田惠和脚本。
続編『もっと恋セヨ乙女』（もっとこいセヨおとめ）が同枠で2004年5月17日から6月24日まで放送された。連続24回。
恋セヨ乙女
全20回
放送: 2002年7月1日 - 8月1日 NHK総合 月 - 木 23:00 - 23:15
再放送: 2002年7月5日 - 8月2日 NHK総合 金 24:15 - 25:15
再々放送: 2002年7月6日 - 8月3日 NHK-BS2 土 8:30 - 9:30
再々々放送: 2006年2月20日 - 2006年3月23日 NHK-BS2 月 - 木 19:30 - 19:45
もっと恋セヨ乙女
全24回
放送: 2004年5月17日 - 6月24日 NHK総合 月 - 木 23:00 - 23:15
再放送: 2004年5月21日 NHK総合 金 25:20 - 26:20、2004年5月28日 - 2002年6月25日 NHK総合 金 24:55 - 25:55
再々放送: 2006年5月22日 - 2006年6月29日 NHK-BS2 月 - 木 19:30 - 19:45

## あらすじ
米屋の愛娘でありながら食品会社で働く天野幸子はなかなか男性運に恵まれない。そんな中、その幸子が一目惚れする男性陣が週替わりで1人ずつ登場し、ラブラブな関係を築こうとするが…。

## キャスト

### シリーズ共通
- 天野 幸子 - 真中瞳
- 天野 伸子 - 山口あゆみ
- 町田 奈々子 - 佐藤藍子
- 富田 比奈子 - 酒井若菜
- 倉沢 克宏 - 筧利夫
- 天野 健吾 - 小野武彦
- 大沢 慎太郎 - 石塚英彦（ホンジャマカ）
- 温井 実 - 与座嘉秋（ホーム・チーム）
- 中西 春恵 - 斎藤こず恵
- 平野 みどり - 瀬戸カトリーヌ
- 与那嶺ナベ - 平良とみ

### 恋セヨ乙女
- 萩原 隆史 - 吉沢悠
- 澤田 龍之介 - 寺島進[1]
- 富樫 秀彦 - 塚本高史

### もっと恋セヨ乙女
- 里見 修次 - RIKIYA
- 高沢 行彦 - 杉浦太陽
- 水川 清四郎 - 高知東生
- 森尾 英治 - 金子貴俊
- 松田 洋一郎 - 忌野清志郎
- 深沢　泉 - 吉澤ひとみ（モーニング娘。）
- 京子おばさん - ふくまつみ

## スタッフ
- 脚本 - 岡田惠和
- 主題歌 - 今井美樹「微笑みのひと」（恋セヨ乙女）、倉木麻衣「明日へ架ける橋」（もっと恋セヨ乙女）
- 音楽 - おかもとだいすけ
- 演出 - 大友啓史、渡辺一貴（恋セヨ乙女）、井上剛（もっと恋セヨ乙女）、一木正恵（もっと恋セヨ乙女）
- 料理指導 - 岸朝子
- 製作統括 - 菅康弘（恋セヨ乙女）、鈴木圭（もっと恋セヨ乙女）

## 備考
- この作品以後、よるドラでは連続テレビ小説の方式に倣い、週ごと（1週4回）のサブタイトルが付けられるようになった。
- ニコニコ日記（2003年）で登場し人気を集めた「ガイセイバーZ」が「もっと恋セヨ乙女」に出演した。

## 関連商品

### ノベライズ
- 「恋セヨ乙女—連続ドラマ」（岡田惠和〈原作〉、蒔田陽平〈ノベライズ〉）（2002年7月6日、NHK出版、ISBN 4-14-005393-3）